# Reslizumab
Reslizumab (Handelsname: Cinqaero von Teva Pharmaceutical Industries) ist ein humanisierter monoklonaler Antikörper zur Behandlung von Asthma bronchiale. Reslizumab bindet spezifisch an das humane Interleukin-5 (IL-5) und stört die Bindung von IL-5 an dessen Zelloberflächenrezeptor.

## Indikation
In der Europäischen Union ist Reslizumab zugelassen zur Zusatztherapie bei erwachsenen Patienten mit schwerem eosinophilem Asthma, das trotz hochdosierter inhalativer Kortikosteroide plus einem anderen Arzneimittel zur Erhaltungstherapie nur unzureichend zu kontrollieren ist.

## Wirkmechanismus
Bei eosinophilem Asthma sind die Symptome mit einem Überschuss einer bestimmten Art von weißen Blutkörperchen (Eosinophile) im Blut und im Lungenauswurf verbunden. Reslizumab ist ein monoklonaler Antikörper, der spezifisch an Interleukin-5 bindet, das das Wachstum und die Aktivität von Eosinophilen anregt. Indem Reslizumab an Interleukin-5 bindet und dessen Aktivität hemmt, reduziert es die Anzahl an Eosinophilen im Blut und in der Lunge. Dadurch werden Entzündungen gelindert, was zu einer Reduzierung der Asthmaanfälle und zu einer Besserung der Symptome führt.

## Nebenwirkungen
Die häufigste Nebenwirkung ist ein Anstieg der Kreatinphosphokinase im Blut (bei etwa 2 % der Patienten in den klinischen Studien). Zu anaphylaktischen Reaktionen kam es bei weniger als 1 % der Patienten.